# Cephalopholis cruentata
Cephalopholis cruentata là một loài cá biển thuộc chi Cephalopholis trong họ Cá mú. Loài này được mô tả lần đầu tiên vào năm 1802.

## Từ nguyên
Tính từ định danh trong tiếng Latinh có nghĩa là "dính máu", hàm ý đề cập đến màu đỏ với những đốm nhỏ màu đỏ sẫm ở loài cá này.

## Phạm vi phân bố và môi trường sống
Từ bang North Carolina cũng như Bermuda ngoài khơi xa, C. cruentata được phân bố dọc theo bờ đông Hoa Kỳ đến khắp vùng vịnh México và biển Caribe.
C. cruentata sống tập trung trên các thảm cỏ biển Thalassia và rạn san hô ở độ sâu ít nhất là 170 m.

## Mô tả
Chiều dài cơ thể lớn nhất được ghi nhận ở C. cruentata là 42,6 cm. Loài này có màu nâu đỏ, xám nâu hoặc nâu lục, được phủ đầy các đốm màu nâu cam/đỏ nhạt.
Số gai ở vây lưng: 9; Số tia vây ở vây lưng: 13–15; Số gai ở vây hậu môn: 3; Số tia vây ở vây hậu môn: 8; Số tia vây ở vây ngực: 16; Số vảy đường bên: 47–51.

## Sinh học
Thức ăn của C. cruentata là những loài cá nhỏ hơn, đặc biệt là cá thia Chromis multilineata. C. cruentata có thể bơi theo cá lịch đang săn mồi để bắt những con cá rời khỏi nơi ẩn náu. Cá con ăn chủ yếu các loài động vật giáp xác như tôm.
Một cá thể C. cruentata có thể chiếm diện tích lãnh thổ lên đến 4000 m2. Do là loài hoạt động về đêm nên C. cruentata dành phần lớn thời gian ban ngày quanh quẩn ở khu vực ưa thích của chúng trong lãnh thổ.
Tuổi thọ lớn nhất được biết đến ở C. cruentata là 13 năm tuổi. Là loài lưỡng tính tiền nữ, C. cruentata cái bắt đầu chuyển đổi giới tính khi chúng được 4 hoặc 5 năm tuổi (chiều dài cơ thể khoảng 20–23 cm), thường diễn ra vào tháng 8 và tháng 9 ngay sau khi chúng đã đẻ trứng.

## Thương mại
C. cruentata được đánh bắt trong ngành thương mại thủy sản và câu cá giải trí, nhưng nhìn chung ở mức độ không đáng kể.